# Marrowbone (Kentucky)
Marrowbone es un lugar designado por el censo ubicado en el condado de Cumberland en el estado estadounidense de Kentucky. En el Censo de 2010 tenía una población de 217 habitantes y una densidad poblacional de 65 personas por km².

## Geografía
Marrowbone se encuentra ubicado en las coordenadas 36°50′5″N 85°30′11″O / 36.83472, -85.50306. Según la Oficina del Censo de los Estados Unidos, Marrowbone tiene una superficie total de 3.34 km², de la cual 3.3 km² corresponden a tierra firme y (1.16%) 0.04 km² es agua.

## Demografía
Según el censo de 2010, había 217 personas residiendo en Marrowbone. La densidad de población era de 65 hab./km². De los 217 habitantes, Marrowbone estaba compuesto por el 95.85% blancos, el 1.38% eran afroamericanos, el 0.46% eran amerindios, el 0% eran asiáticos, el 0% eran isleños del Pacífico, el 0% eran de otras razas y el 2.3% pertenecían a dos o más razas. Del total de la población el 0% eran hispanos o latinos de cualquier raza.